# 방글라데시 타카
방글라데시 타카(벵골어: টাকা, 기호: ৳, 코드: BDT, 약어: Tk)는 방글라데시 인민공화국의 통화이다. 유니코드에서는 U+09F3 ৳  (HTML: &#2547;)로 인코딩된다.
৳10 이상의 지폐 발행은 방글라데시 은행이, ৳2와 ৳5 지폐는 방글라데시 정부의 재무부 책임이다. 타카에 가장 많이 사용되는 기호는 "৳"과 "Tk"인데, 상품과 서비스를 구매할 때 영수증에 사용된다. 타카는 이전에 100 포이샤(poysha)로 나뉘었지만, 포이샤 동전은 더 이상 유통되지 않는다.

## 같이 보기
- 방글라데시의 경제